# 特莉阿娜·佩蕾拉
特莉阿娜·佩蕾拉（葡萄牙語：Teliana Pereira，1988年7月20日—），巴西女子職業網球運動員，她的WTA最高單打排名為世界第43（2015年10月19日）。

## 外部連結
- 特莉阿娜·佩蕾拉的国际女子网球协会官方資料（英文）
- 特莉阿娜·佩蕾拉的國際網球總會 職業／青少年 官方資料（英文）
- Fed Cup - Player profile - Teliana Pereira (BRA) （页面存档备份，存于）